# 卵原細胞
卵原細胞是一個帶有雙倍體的小細胞，存在於女性胎兒的始基濾泡或者某些藻菌生物的雌配子囊中。

## 哺乳類的胎兒中的卵原細胞
原生殖細胞會在早期胎兒進行有絲分裂產生大量的卵原細胞。在人體中，卵原細胞大約從四到八週的胚胎開始產生，並在五周至三十週之間表現。

### 結構
人體卵巢中正常的卵原細胞會呈現球形或卵形，並與相鄰的體細胞及卵母細胞共同存在。在電子顯微鏡下，可以藉由觀察核來區分卵原細胞以及其相鄰的體細胞。卵原細胞的細胞核含有隨機分散的纖維狀和顆粒狀物質，相較之下體細胞的細胞核更加緻密，在顯微鏡下看起來體細胞比卵原細胞的核來的更深色一些。卵原細胞核中有緻密的核仁。正在進行有絲分裂的卵原細胞核中，染色體看起來像是由囊泡或雙層膜包圍的緻密體。
卵原細胞的細胞質與鄰近的體細胞質很類似，都具有很大的圓形粒線體與側嵴。卵原細胞的內質網非常不發達，僅由數個小空泡組成。部分小空泡中內含粒線體，並坐落於高基氏體附近。
退化中的卵原細胞，在顯微鏡下看起來會有些許不同。在這些卵原細胞中，染色體會與細胞核、粒線體、內質網聚集起來形成一團無法區分的物質。退化的卵原細胞會被完整或部分發現在鄰近的體細胞中，顯示吞噬作用]會將退化的卵原細胞清除。